# Serinhisar
Serinhisar (früher Kızılhisar) ist eine Stadt im gleichnamigen Landkreis der türkischen Provinz Denizli und gleichzeitig ein Stadtbezirk der 2012 geschaffenen Büyükşehir belediyesi Denizli (Großstadtgemeinde/Metropolprovinz). Serinhisar liegt etwa 37 km südöstlich des Zentrums von Denizli.
Ende 2020 lag Serinhisar mit 14.321 Einwohnern auf dem 12. Platz der bevölkerungsreichsten Landkreise in der Provinz. Die Bevölkerungsdichte liegt mit 56 Einwohnern je Quadratkilometer unter dem Provinzdurchschnitt (86 Einwohner je km²).

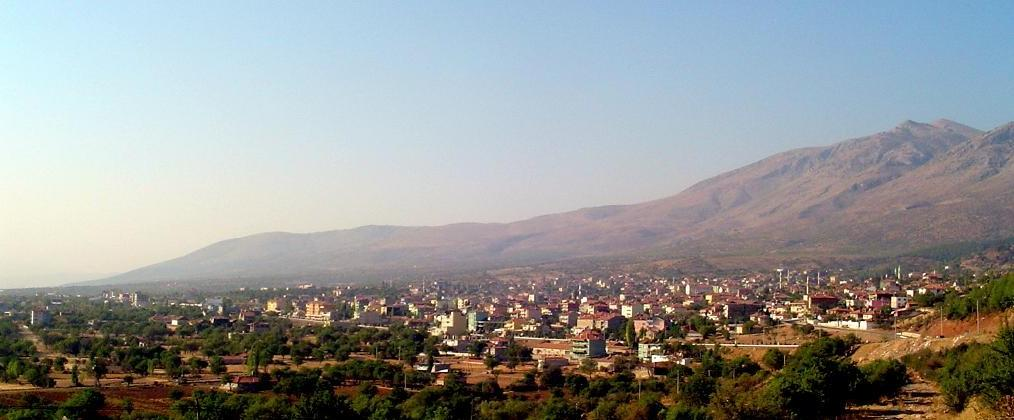
Blick auf Serinhisar und auf den Berg Kızılhisar Dağı

Der ursprünglich lateinische Name der Stadt lautet Caria bzw. Karia. Da die Befestigungsbauten von Caria aus roten Ziegeln gebaut waren, wurde die Stadt von den Seldschuken als Kızılhisar, wörtlich rote Burg, bezeichnet. Die Burg zerfiel während der osmanischen Periode, die Ziegelsteine wurden dann als Baumaterial verwendet. 1954 wurde sie schließlich ganz abgerissen.
Die Stadt gehörte 1500 v. Chr. zum Hethiterreich und kam später in die Hände der Lyder (800 v. Chr.), Perser (546 v. Chr.), Hellenen (440 v. Chr.), Makedonier (334 v. Chr.) und Römer (133 v. Chr.). Als das Römische Reich 395 geteilt wurde, blieb die Stadt innerhalb des Byzantinischen Reichs. Kızılhisar gehörte in der seldschukischen Periode dem Menteşe Beyliği, und in der osmanischen Periode dem Vilâyet-i Aydın an.
Kızılhisar erhielt 1906 den Status einer Belediye und wurde 1987 in Serinhisar, wörtlich kühle Burg, umbenannt. Gleichzeitig mit der Umbenennung wurden einige Orte aus dem Landkreis Acıpayam abgespalten und zum neuen Kreis Serinhisar zusammengefasst (Gesetz Nr. 3392).
Heute ist Serinhisar bekannt für seine Leblebiproduktion. Weitere Wirtschaftszweige sind die Keramik-, Seil- und Schuhindustrie.